# Lenguas trans-Fly orientales
Las lenguas trans-Fly orientales son una pequeña familia lingüística de lenguas papúes de acuerdo con la clasificación de Malcolm Ross.

## Clasificación
En la propuesta de Stephen Wurm (1975), esta autor postulaba una rama lenguas trans-Fly-Bulaka como rama de las lenguas trans-neoguineanas. El propio Wurm señalaba que existían dudas sobre si algunas lenguas trans-Fly podría no ser lenguas trans-neoguineanas sino lenguas muy influidas por lenguas trans-neoguieanas. Ross (2005) reexaminó la clasificación de estas lenguas y dividió al grupo en dos familias (Trans-Fly orientales y Trans-Fly-Bulaka) que a su vez no considera relacionadas con las lenguas trans-neoguineanas.
Las lenguas trans-Fly orientales incluyen al meriam hablada en Isla Murray junto a la frontera con Australia, además del bine, el wipii (gidra) y el gizra hablados en el sur de Papúa Nueva Guinea, en la provincia de Fly.

## Descripción lingüística

### Pronombres
Los pronombres que Ross reconstruye para el proto-trans-Fly oriental son:
| yo | *ka      | nosotros (excl.) | *ki   |
| yo | *ka      | nosotros (incl.) | *mi   |
| tú | *ma      | vosotros         | *we   |
| él | *tabV; e | ellos            | *tepi |
Estas formas podrían sugerir que existe relación con las lenguas trans-neoguineanas. Si el pronombre inclusivo refelejado aquí como segunda persona, proviniera de la forma de plural *ka~ki, **ma~mi, **tapa~tapi. mediante un proceso de ablaut. Estas formas guardan cierta semejanza con el ablaut encontrado en las formas reconstruidas para el proto-transneoguineano (*na~ni, *ga~gi).